# الک مارشال
الک مارشال (انگلیسی: Alec Marshall؛ زادهٔ ) بازیکن فوتبال اهل ایالات متحده آمریکا است.